# マナージー・ラーオ・ガーイクワード
マナージー・ラーオ・ガーイクワード（Manaji Rao Gaekwad, 1751年4月以前 - 1793年7月27日）は、西インドのグジャラート地方、ガーイクワード家の当主（在位：1789年 - 1793年）。

## 生涯
ダマージー・ラーオ・ガーイクワードの五男として生まれた。
1789年12月26日、兄である当主ファテー・シング・ラーオ・ガーイクワードが死亡し、弟のマナージー・ラーオが当主位を継承した。
1793年7月27日、マナージー・ラーオは死亡し、兄のゴーヴィンド・ラーオ・ガーイクワードが当主位を継承した。